# Staro Selo (Yégounovtsé)
Staro Selo (en macédonien Старо Село) est un village du nord-ouest de la Macédoine du Nord, situé dans la municipalité de Yégounovtsé. Le village comptait 217 habitants en 2002.

## Démographie
Lors du recensement de 2002, le village comptait :
- Macédoniens : 212
- Serbes : 5